# Gran Premi d'Àustria del 1970
Resultats del Gran Premi d'Àustria de Fórmula 1 de la temporada 1970, disputat al circuit de Österreichring el 16 d'agost del 1970.

## Resultats
| Pos | No | Pilot                | Equip                | Voltes | Temps/ Retirada          | Pos. de sortida | Punts |
| --- | -- | -------------------- | -------------------- | ------ | ------------------------ | --------------- | ----- |
| 1   | 12 | Jacky Ickx           | Ferrari              | 60     | 1h 42' 17. 3             | 3               | 9     |
| 2   | 27 | Clay Regazzoni       | Ferrari              | 60     | + 0.61 s                 | 2               | 6     |
| 3   | 11 | Rolf Stommelen       | Brabham - Ford       | 60     | + 1' 27. 88 min.         | 17              | 4     |
| 4   | 17 | Pedro Rodríguez      | BRM                  | 59     | + 1 Volta                | 22              | 3     |
| 5   | 16 | Jackie Oliver        | BRM                  | 59     | + 1 Volta                | 14              | 2     |
| 6   | 19 | Jean Pierre Beltoise | Matra                | 59     | + 1 Volta                | 7               | 1     |
| 7   | 14 | Ignazio Giunti       | Ferrari              | 59     | + 1 Volta                | 5               |       |
| 8   | 4  | Chris Amon           | March - Ford         | 59     | + 1 Volta                | 5               |       |
| 9   | 3  | Jo Siffert           | March - Ford         | 59     | + 1 Volta                | 20              |       |
| 10  | 16 | Peter Gethin         | McLaren - Ford       | 59     | + 1 Volta                | 21              |       |
| 11  | 18 | George Eaton         | BRM                  | 58     | + 2 Voltes               | 23              |       |
| 12  | 22 | Andrea de Adamich    | McLaren - Alfa Romeo | 57     | + 3 Voltes               | 15              |       |
| 13  | 10 | Jack Brabham         | Brabham - Ford       | 56     | + 4 Voltes               | 8               |       |
| 14  | 20 | Henri Pescarolo      | Matra                | 56     | + 4 Voltes               | 13              |       |
| 15  | 8  | Emerson Fittipaldi   | Lotus - Ford         | 55     | + 5 Voltes               | 16              |       |
| Ret | 21 | Denny Hulme          | McLaren - Ford       | 30     | Motor                    | 11              |       |
| Ret | 15 | John Surtees         | Surtees - Ford       | 27     | Motor                    | 12              |       |
| Ret | 26 | Tim Schenken         | De Tomaso - Ford     | 25     | Motor                    | 19              |       |
| Ret | 6  | Jochen Rindt         | Lotus - Ford         | 21     | Motor                    | 1               |       |
| Ret | 5  | Mario Andretti       | March - Ford         | 13     | Accident                 | 18              |       |
| Ret | 24 | Silvio Moser         | Bellasi - Ford       | 13     | Radiador                 | 24              |       |
| Ret | 1  | Jackie Stewart       | March - Ford         | 7      | Conducte del combustible | 4               |       |
| Ret | 7  | John Miles           | Lotus - Ford         | 4      | Frens                    | 10              |       |
| Ret | 2  | François Cevert      | March - Ford         | 0      | Motor                    | 9               |       |

## Altres
- Pole: Jochen Rindt 1' 39. 23

- Volta ràpida: Clay Regazzoni i Jacky Ickx 1' 40. 4 (a la volta 40)